# Atmosfera do solo

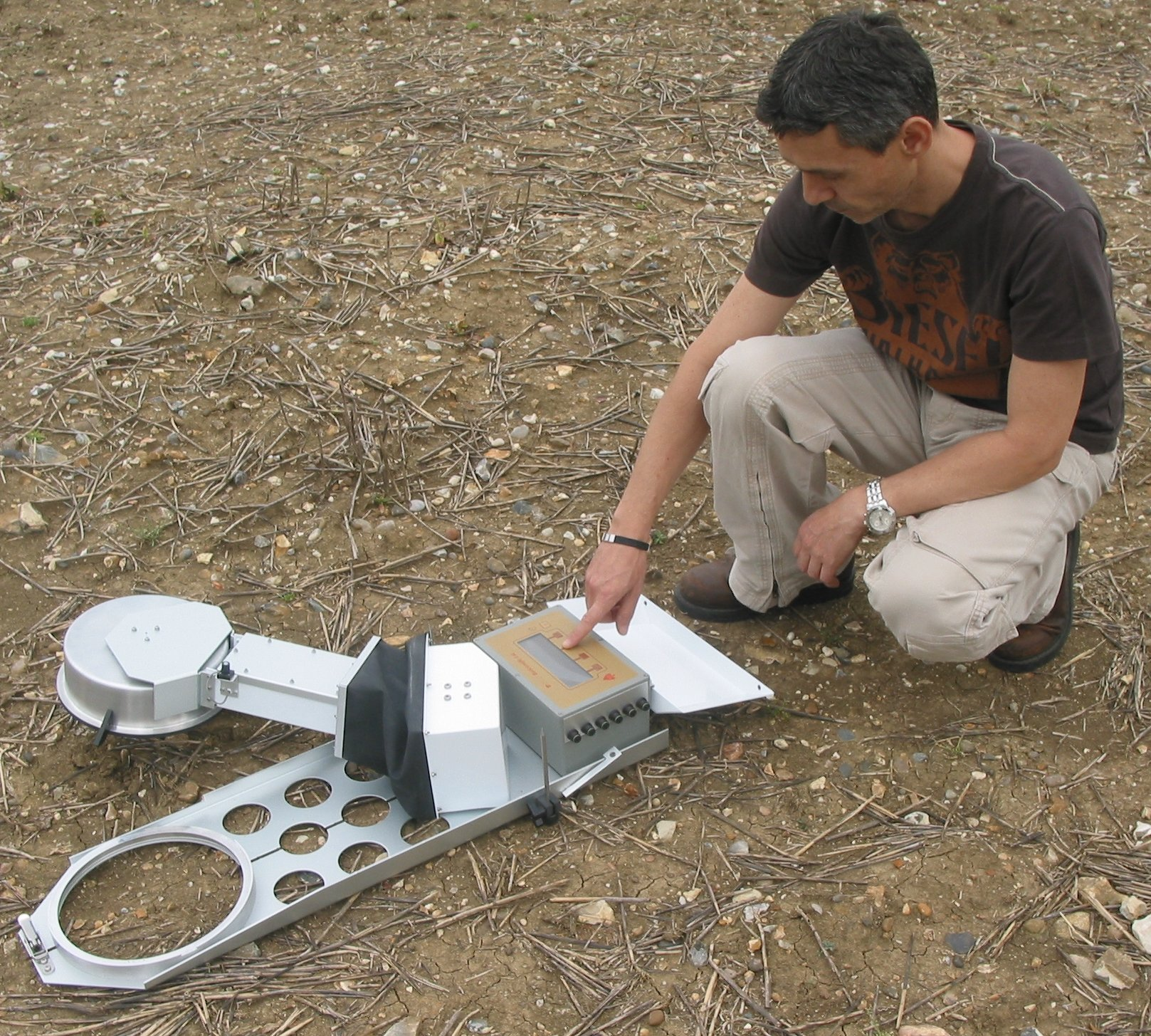
Sistema automatizado de medição das emanações de CO_{2} do solo para estimar a respiração do solo.

Atmosfera do solo (também ar do solo, gases do solo ou gás do solo) é a designação dada nas ciências do solo aos gases encontrados nos espaços entre os componentes da matriz do solo. Os espaços entre as partículas sólidas do solo, se não contiverem água, são preenchidos com ar atmosférico modificado pela atividade biológica (respiração do solo e decomposição) e geoquímica no solo, pelo que os principais gases, reflectindo a composição da atmosfera terrestre, são azoto, oxigénio e dióxido de carbono. O teor em oxigénio é crítico porque permite a respiração das raízes  das plantas e dos organismos do solo. Entre os outros gases presentes no solo contam-se o óxido nítrico, o óxido nitroso, o metano e a amónia. Alguns contaminantes ambientais localizados abaixo ou no interior do solo produzem gases que se difundem através do solo, como os lixiviados de aterros sanitários, resíduos de atividades de mineração e contaminação por hidrocarbonetos (que produzem compostos orgânicos voláteis no interior do solo).

## Descrição
A atmosfera do solo é a parte gasosa do solo. Os espaços entre as partículas sólidas do solo, a menos que contenham água, são preenchidos com ar. Essa fase gasosa, apesar de estar em contato com a atmosfera terrestre, é aprisionada por partículas sólidas e água. Para ambos os casos, existem condições de pressão e de composição típicas dependendo das características do solo. Os gases que preenchem os poros presentes na estrutura do solo vão sendo movimentados à medida que a água drena ou é removida de cada poro do solo por evaporação ou absorção pelas raízes. A rede de poros dentro do solo areja, ou ventila, o solo. Essa rede de arejamento fica bloqueada quando a água penetra nos poros. Não só o ar do solo e a água do solo são partes muito dinâmicas do solo, mas ambos estão frequentemente inversamente relacionados.
A fase gasosa no solo é um sistema complexo que é influenciado por muitos fatores ambientais. Esses fatores podem ser de natureza climática, geológica ou biológica, entre outros. As intervenções antropogénicas geralmente levam à alteração da camada superficial do solo pelas práticas culturais e à compactação por máquinas agrícolas. Uma fase gasosa saudável é uma condição necessária para a respiração do solo para os processos de vida no solo, sendo de particular importância a difusão do oxigénio necessário para grande parte do biota do solo e para eliminação dos produtos metabólicos resultantes. Apenas uma atmosfera do solo saudável garante que a diversidade biológica no solo seja preservada.
Composição
A composição dos gases presentes nos poros do solo, referidos em geral como a «atmosfera do solo», é semelhante à da atmosfera da Terra. Além disso, ao contrário da atmosfera, a composição do gás do solo é menos estável devido aos vários processos químicos e biológicos que ocorrem no solo. As mudanças resultantes do efeitos desses processos na composição da atmosfera do solo podem ser definidas pelo seu tempo de variação (ou seja, diário vs. sazonal). Apesar dessa flutuação dependente do espaço e do tempo, os gases do solo normalmente possuem maiores concentrações de dióxido de carbono e vapor de água em comparação com a atmosfera. Além disso, a concentração de outros gases, como metano e óxido nitroso, são relativamente menores, mas significativos na determinação do fluxo de gases com efeito de estufa e do impacte antropogénico sobre os solos.
| Gás                | Solo  | Atmosfera |
| ------------------ | ----- | --------- |
| Azoto              | 79.2% | 78.0%     |
| Oxigénio           | 20.6% | 20.9%     |
| Dióxido de carbono | 0.25% | 0.04%     |

No respeita ao balanço de gases, devem ser mencionadas as variações regulares do teor de gás no solo, intimamente relacionadas com o decorrer das estações. A mudança no teor de ar é causada pelo aumento ou diminuição do teor de água no solo. O teor de água é relativamente alto no final da estação húmida (na primavera no caso das regiões de clima temperado), apenas para diminuir ao longo do verão e com o desenvolvimento progressivo da vegetação. Em troca, o conteúdo de ar aumenta.
A fase gasosa não se limita apenas ao espaço acima do nível freático, pois também podem ser encontrados gases abaixo desse nível. Nas zonas saturadas por água, os gases geralmente estão presentes na forma dissolvida em água ou em bolhas envolvidas pela água. Os movimentos de difusão do oxigénio e do dióxido de carbono também desempenham um papel no equilíbrio dos gases. A concentração de oxigénio diminui com o aumento da profundidade, enquanto a concentração de dióxido de carbono aumenta analogamente.
Quando o teor de ar no solo cai para cerca de 4 a 6% do volume total, o volume de gás começa a se decompor em inclusões individuais. Este teor de gás também forma o limite abaixo do qual a pressão parcial de O2 cai abaixo de 18%, ou seja, o teor de O2 na atmosfera terrestre. Abaixo desse limite, surgem processos anaeróbios. Este limite de 4-6% de teor de ar no solo também se aplica à sobrevivência das raízes da maioria das plantas cultivadas.
Processos
As moléculas dos gases presentes no solo estão em movimento térmico contínuo de acordo com a teoria cinética dos gases, ao mesmo tempo que ocorre a colisão entre as moléculas - um processo de passeio aleatório. No solo, o gradiente de concentração existente ao longo do perfil do solo causa um movimento líquido das moléculas das regiões com alta concentração para aquelas onde a concentração é menor, o que origina a movimentação dos gases do solo por difusão. Numericamente, é explicado pela lei da difusão de Fick. A migração de gases do solo, especificamente moléculas de hidrocarbonetos com um a cinco átomos de carbono, também pode ser causada por microinfiltração.
A composição variável e o movimento constante da atmosfera do solo podem ser atribuídos a processos químicos como a difusão, a decomposição e, em algumas regiões do mundo, ao descongelamento do solo, entre outros processos. A difusão do ar do solo para a atmosfera causa a substituição preferencial dos gases do solo por ar atmosférico. Mais significativamente, além disso, a variação da composição da atmosfera do solo devido a mudanças sazonais, ou mesmo diárias, de temperatura ou humidade pode influenciar a taxa de respiração do solo.
De acordo com o USDA, a respiração do solo corresponde à quantidade de dióxido de carbono libertado do solo. Este excesso de dióxido de carbono é criado pela decomposição de material orgânico por organismos microbianos, na presença de oxigénio. Dada a importância do teor destes gases para a vida do solo, flutuações significativas de dióxido de carbono e oxigénio podem resultar em mudanças na taxa de decomposição, enquanto mudanças na abundância microbiana podem influenciar inversamente a composição da atmosfera do solo.
Em regiões do mundo onde o congelamento de solos ou a seca sejam frequentes, o descongelamento e o re-humedecimento devido a sazonal ou mudanças meteorológicas influenciam o fluxo de gases do solo gás. Ambos os processos hidratam o solo e aumentam a disponibilidade de nutrientes levando a um aumento na atividade microbiana. Isso resulta em maior respiração do solo e influencia a composição dos gases do solo.
Investigação
Os gases do solo têm sido usados em vários estudos científicos para explorar tópicos como a microinfiltração (microseepage), sismologia, e trocas gasosas entre o solo e a atmosfera. Microinfiltração (ou microseepage) refere-se à libertação limitada de hidrocarbonetos na superfície do solo e pode ser usado para procurar depósitos de petróleo com base na suposição de que os hidrocarbonetos migram verticalmente para a superfície do solo em pequenas quantidades.
A variação na taxa de migração de gases do solo, especificamente do radão, também pode ser examinada como fenómeno eventualmente precursor de sismos. Além disso, para processos como o descongelamento do solo e re-humedecimento, por exemplo, grandes mudanças repentinas na respiração do solo podem causar aumento do fluxo de gases do solo, como dióxido de carbono e metano, que são gases de efeito estufa. Esses fluxos e interações entre gases do solo e o ar atmosférico podem ser ainda analisados em função da distância à superfície do solo.